# リック・ザイデルワイク
リック・ザイデルワイク（Rick Zuijderwijk、2001年4月13日 - ）は、オランダ・ブレダ出身のサッカー選手。ヴィレムII所属。ポジションはMF。

## クラブ経歴
2010年にヴィレムIIのユースチームに加入した。ヴィレムIIでのプロデビューは2019年8月10日のエールディヴィジ・SBVフィテッセ戦である。